# Robynsia
Robynsia là một chi thực vật thuộc họ Rubiaceae. Chi này có các loài sau (tuy nhiên danh sách này có thể chưa đủ):
- Robynsia glabrata, Hutch.